# Х-25

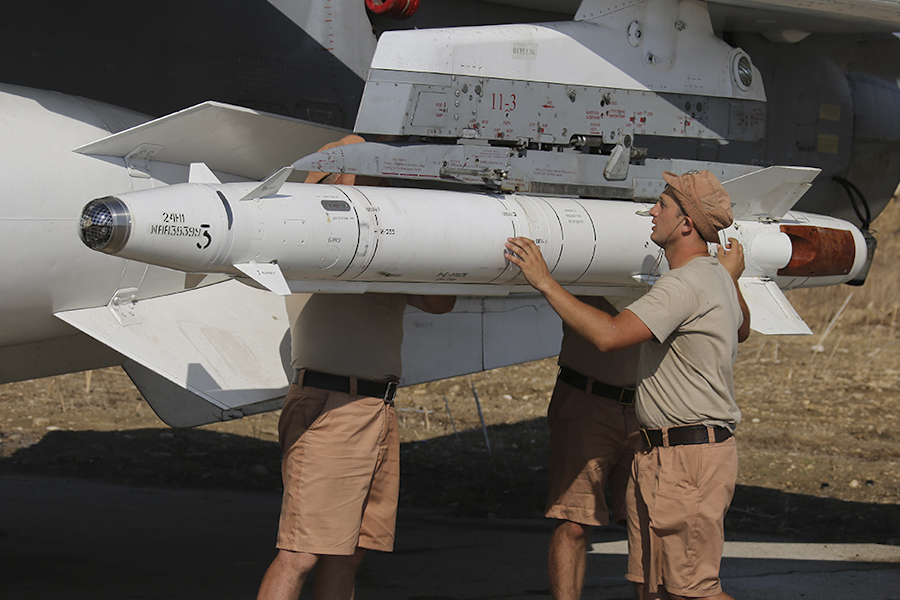
Х-25 встановлюють на російський Су-24 на авіабазі Хмеймім для використання проти цілей сирійських повстанців

Х-25/Х-25М (НАТО: AS-10 Karen, англ. Kh-25/Kh-25M) — це сімейство радянських та російських легких ракет класу «повітря-земля» з модульною системою наведення та дальністю дії 10 км. Протирадіолокаційний варіант (Х-25МП) відомий під кодовим іменем НАТО як АС-12" Кеглер і має дальність дії до 40 км. Ракета розроблена компанією «Зірка-Стріла», Х-25 є похідним від версії Х-23 «Гром» з лазерним наведенням (АС-7 «Керрі»). Х-25 залишається широко поширеною ракетою, незважаючи на успішну розробку наступниці Х-38.
Призначена для знищення бронетехніки, станцій радіолокації, надводних кораблів та інших цілей.
Сімейство ракет Х-25 мають осколково-фугасну бойову частину масою від 89,6 кг до 140 кг (залежно від модифікації), вагу від 299 кг до 315 кг, довжину від 370,5 см до 435,5 см, діаметр 27,5 см, розмах крил 75,5 см.

## Розроблення
Х-25 створена на базі ракети класу «повітря-повітря» Х-66. Вона була першою в Радянському Союзі ракетою «повітря-земля» для тактичної авіації, яка надійшла на озброєння в 1968 році. Однак її використання виявилося складним на практиці, оскільки літак-носій мав пікірувати до цілі. Версія з радіокомандним наведенням, Х-23, була вперше випробувана в 1968 році, але проблеми з системою наведення призвели до того, що вона не була введена на озброєння ще п'ять років. Тож у 1971 році почалася робота над версією з напівактивною лазерною ГСН, якою й стала Х-25. Спочатку ракета була відома на Заході як Х-23Л. Державні випробування розпочалися 24 листопада 1974 року, а Х-25 надійшла у виробництво в 1975 році
У 1972 році розпочалася робота з виготовлення протирадіолокаційної ракети, заснованої на Х-66, з використанням пасивного радіолокаційного самонаведення та автопілота СУР-73. З цього ж проєкту вийшла протирадіолокаційна ракета великої дальності Х-31. З Х-27 проводили державні випробування на МіГ-27 8 серпня 1975 року, але на озброєння ракета надійшли лише 2 вересня 1980 року. Ракеті було присвоєно кодове ім'я НАТО AS-12 «Kegler», і фактично вона замінила набагато важчу Х-28 (AS-9 «Kyle»).
У 1973 році Віктор Бугайський був призначений головним інженером бюро, і він почав роботу з об'єднання Х-23М, Х-25 і Х-27 в єдину модульну систему для зниження витрат і підвищення тактичної гнучкості. Цю роботу було завершено до кінця 1978 року, в результаті чого було створено сімейства Х-25МП (протирадіолокаційна), Х-25МЛ (з лазерним наведенням) та Х-25МР (радіокерована). НАТО продовжувало називати їх як AS-12 та AS-10, відповідно, хоча тепер їх можна було замінити простою зміною головки самонаведення.

## Дизайн
Х-25 дуже схожа на більш пізній варіант Х-23 Гром, з хрестоподібними вушками та плавниками.
Х-25МП має дві версії головки самонаведення, 1ВП та 2ВП, чутливі до різних частот.

## Бойова історія
Оригінальна ракета Х-25 надійшла на озброєння радянських ВПС у 1973—1975 роках, оснащуючи МіГ-23, МіГ-27 та Су-17М. Пізніше її почали використовувати на МіГ-21, МіГ-29, Су-17/20/22 сімейства, Су-24, Су-25 та Су-27. Її також можуть перевозити ударні гелікоптери, такі як Камов Ка-50. Х-25МП може бути встановлена на МіГ-23/27, Су-17/22, Су-24 та Су-25.

### Радянська війна в Афганістані
Починаючи з квітня 1986 року, під час другої битви при Жаварі, Х-25МЛ використовувалися радянськими Су-25 «Жаб'яні лапи» з 378-го окремого штурмового авіаційного полку для атаки на входи до печер моджахедів, які використовувалися як укриття та склади зброї. Атаки здійснювали на висоті до 8 км.

### Вторгнення Іраку в Кувейт
Під час іракського вторгнення в Кувейт, 2 серпня 1990 року Су-22 ВПС Іраку з 109-ї ескадрильї (базувалася в Ас-Шойбія) вистрілив з одного протирадіолокаційного варіанта Х-25МП по кувейтському МІМ-23В. ЗРК B I-HAWK на острові Бубіян, який раніше збив інший Су-22 з того ж підрозділу та МіГ-23БН із 49-ї ескадрильї. Це призвело до відключення радара HAWK. Батарея HAWK (яка експлуатувалася деякими американськими підрядниками) пізніше була захоплена іракським спецназом і працювала в автоматичному режимі після того, як втекли ті, хто його обслуговував.

### Чеченські війни
Су-25 ВПС Росії використовували Х-25 у своїх двох чеченських кампаніях для атак на нерухомі позиції, такі як міномети та доти. Однак їх використання не стало розповсюдженим на відміну від некерованих бомб та ракет. Використання високоточних боєприпасів дозволяло здійснювати підтримку з повітря в районах, надто небезпечних для ударних вертольотів. Їх використання не було таким широко поширеним у Першій війні, як у Другій, головним чином через відмінності погодних умов і, ймовірно, через необхідність утримувати стратегічний резерв запасів незабаром після розпаду СРСР.

### Інтервенція Росії в Сирії
Х-25 з лазерним наведенням використовувалися ударними літаками Су-24 проти повстанців, які виступають проти Асада в Сирії . 

## Варіанти
НАТО називає все сімейство Х-25 АС-10 «Карен», за винятком протирадіолокаційних варіантів. Позначення «М» означає «Модульна» — модульна (головка шукача).
- Х-25 (Изделие 71, Х-23Л) — оригінальний варіант з лазерним наведенням
- Х-25МЛ — напівактивне лазерне наведення з тандемною бойовою частиною, яка може пробити стінку з бетону товщиною 1 метр[11]
- Х-25МА — активна радіолокаційна система наведення, вперше запропонована на експорт у 1999 році[7]
- Х-25МАЕ — Оновлення Х-25МА було оголошено про експорт у серпні 2005 року з шукачем Ка-діапазону, ймовірно, PSM Phazotron, який може виявити танк на відстані 4 км і який також можна використовувати на Х-25МА[11]
- Х-25МС — супутникова навігація (GPS або ГЛОНАСС)[7]
- Х-25МСЕ — експортна версія Х-25МС, анонсована в серпні 2005 року[11]
- Х-25МТ — телевізійний навід[7]
- Х-25МТП — інфрачервоний варіант наведення Х-25МТ[7]
- Х-25Р/Х-25МР — варіант радіокомандного наведення,[7] має більший 140 кг (309 фунт) боєголовка.
- Х-27 (Х-27/М, АС-12 «Кеглер») — оригінальна протирадіаційна ракета
- Х-25МП (АС-12 «Кеглер») — модульний протирадіаційний варіант[6]
- Х-25МПУ (АС-12 «Кеглер») — Оновлений Х-25МП[6]

Навчальні патрони мають позначення «У», тому, наприклад, для Х-25МЛ є:
- Х-25МУЛ — бойовий навчальний Х-25МЛ[1]
- Х-25МЛ-УД — функціональна навчальна ракета[1]
- Х-25МЛ-УР — секційна навчальна ракета[1]

## Оператори

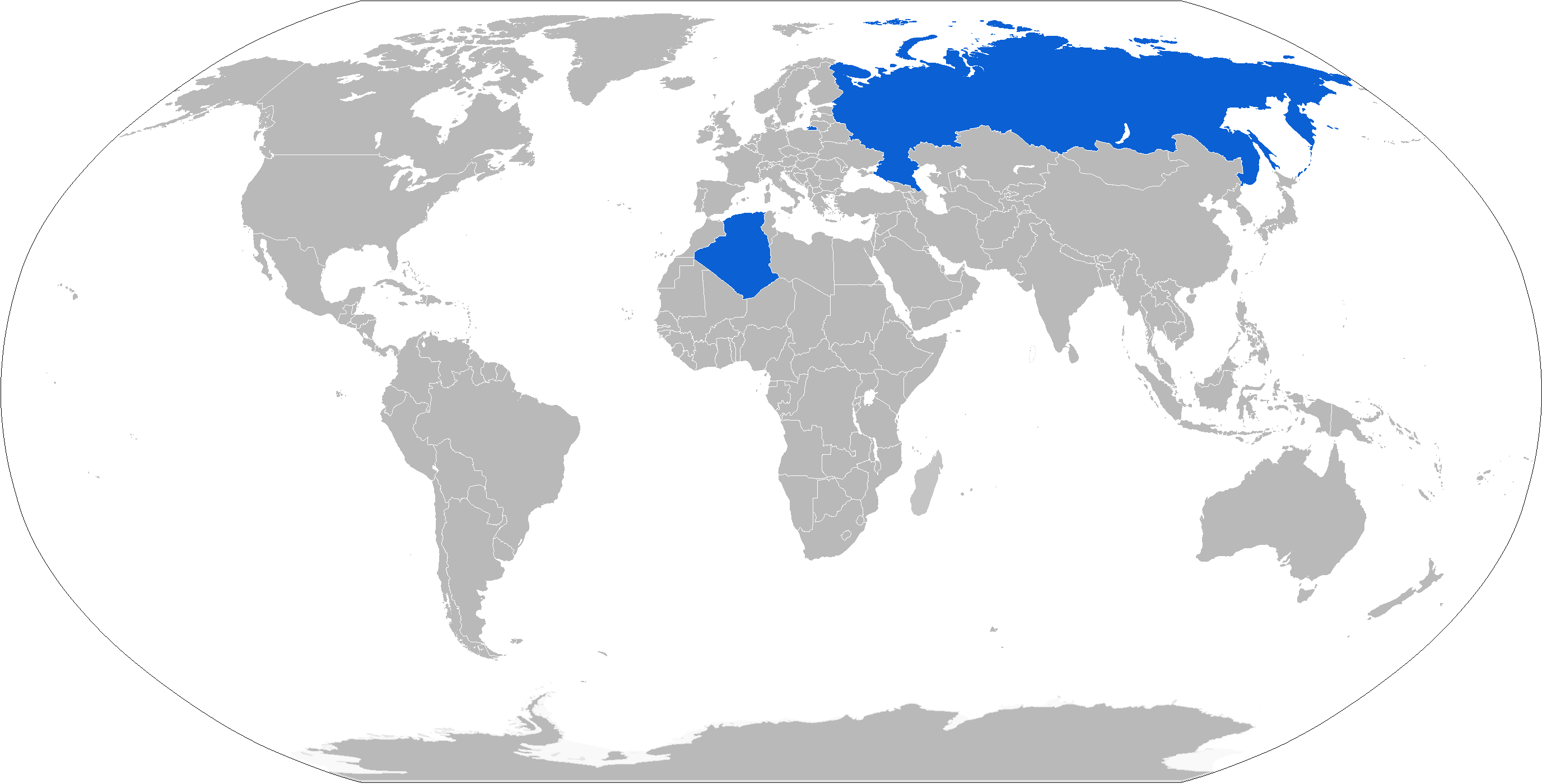
Карта з операторами Х-25 синього кольору

### Діючі оператори
- Алжир: Algerian Air Force[12]
- Росія: Міноборони замовило масштабну модернізацію тактичної протирадіолокаційної авіаційної ракети Х-25МП. Вони зможуть знищувати як радари, так і броню, літаки на аеродромах, мости та переправи через річки, надводні військові кораблі тощо. Ракета також зможе знищувати укріплені командні пункти та доти.[13]
- Північна Корея[14]
- Сербія
- Індія: невідомий статус
- Іран
- Україна

### Колишні оператори
- СРСР передані країнам-наступникам і експортерам
- Чехословаччина
- Угорщина
- Польща
- Румунія[15]
- Югославія ймовірно, деякі в сербському/югославському арсеналі
- Ірак[9]

## Подібна зброя
- Х-23 М (АС-7 «Керрі») — попередниця Х-25 мала деякі технології, «перенесені» на Х-25
- Х-29 (АС-14 «Кедж») — 320 кг бойової частини; напівактивний лазер, БІХ, пасивний радар і телевізійне наведення з дальністю 10–30 км
- Х-59 (АС-13 «Кінгболт») — ракета більшої дальності з більшою бойовою частиною і телевізійним наведенням
- Х-38 — наступник Х-25
- AGM-65 Maverick — подібна легка ракета на озброєнні США, яка мала численні варіанти наведення та боєголовки
- AGM-45 Shrike — американський еквівалент протирадіолокаційної ракети Х-25МП